# Augusto Matine
Augusto Matine (Lourenço Marques, 1947. február 13. – Maputo, 2020. október 13.) mozambiki születésű válogatott portugál labdarúgó, középpályás, edző.

## Pályafutása

### Klubcsapatban
A mozambiki Central Lourenço Marques csapatában kezdte a labdarúgást. 1967-től Portugáliában játszott. 1967 és 1973 között a Benfica labdarúgója volt. Közben 1971–72-ben kölcsönben szerepelt a Vitória együttesében, ahol 1973 és 1976 között állandó játékos lett. 1976–77-ben a Portimonense, 1977–78-ban a Lusitano, 1978–79-ben az Aves, 1979 és 1981 között az Estrela da Amadora, 1981 és 1983 között a Torralta játékosa volt. A Benficával három bajnoki címet és kettő portugálkupa-győzelmet ért el.

### A válogatottban
1970 és 1973 között kilenc alkalommal szerepelt a portugál válogatottban.

### Edzőként
Az Estrela da Amadora csapatában dolgozott segédedzőként még aktív játékos korában. Majd visszatért Mozambikba, ahol 2001–02-bent a válogatott szövetségi kapitánya volt. 2003-ban a Ferroviário de Maputo, 2012-ben a Deportivo Maputo vezetőedzőjeként tevékenykedett.

## Sikerei, díjai
Benfica
- Portugál bajnokság (Primeira Divisão)
  - bajnok (3): 1968–69, 1970–71, 1972–73
- Portugál kupa (Taça de Portugal)
  - győztes (2): 1969, 1970